# 大黃蜂號航空母艦 (CV-12)
37°46′21.79″N 122°18′10.42″W / 37.7727194°N 122.3028944°W
大黃蜂號航空母艦（USS Hornet CV-12）是一艘隸屬於美國海軍的航空母艦，為艾塞克斯級航空母艦的四號艦。她是美軍第八艘以大黃蜂為名的軍艦，艦名源自美國獨立戰爭時期大陸海軍的一艘單桅縱帆船。
大黃蜂號於1942年開始建造，艦名原為奇爾沙治（Kearsarge）。同年10月，美軍在聖克魯斯群島戰役損失了大黃蜂號，美軍在稍後將建造中的CV-12更名為大黃蜂號，以作紀念。1943年大黃蜂號下水服役，並在1944年開始參與太平洋戰爭，更避過了日軍所有攻擊。戰後大黃蜂號退役封存，在韓戰時期進行SCB-27A改建，又在期間重編為攻擊航母（CVA-12），於1953年在大西洋艦隊重新服役。翌年大黃蜂號返回太平洋艦隊，又在稍後進行SCB-125現代化改建，增設斜角飛行甲板。
1958年大黃蜂號重編為反潛航母，舷號改為CVS-12，繼續留在太平洋執勤。稍後大黃蜂號參與美國的太空計畫，先後擔任太陽神11號和太陽神12號的救援船；並在越戰期間到越南外海執勤，但未有參與陸上攻擊。
大黃蜂號在1970年退役，並在1989年除籍。雖然大黃蜂號在1991年獲評為美國國家歷史地標，但海軍仍在1993年將大黃蜂號出售，並在1995年將之拖到拆船廠拆解。在民間組織努力下，海軍在同年中止出售合約，於1998年正式將大黃蜂號交予民間組織，用作博物館艦。同年大黃蜂號博物館在阿拉密達正式開放。

## 建造與早年服役
大黃蜂號在1942年8月3日於紐波特紐斯造船廠開始建造，其時艦名仍為奇爾沙治，舷號為CV-12。同年10月27日，大黃蜂號在聖克魯斯群島戰役被日軍擊沉。為紀念戰損，美軍在1944年1月21日將CV-12更名為大黃蜂號；而奇爾沙治最終則用以命名CV-33。1943年8月30日，大黃蜂號下水，並在11月29日服役。12月19日，大黃蜂號搭載第15航空團，到切薩皮克灣試航訓練，然後返回諾福克海軍基地作最後檢修。
1944年2月14日，大黃蜂號離開諾福克，途經巴拿馬運河，在27日抵達聖地牙哥，並搭載額外飛機。29日大黃蜂號離開聖地牙哥，在3月4日抵達珍珠港。由於第15航空團未能通過考核，故海軍命第二航空團取以代之，到大黃蜂號服役。第15航空團在完成訓練後，最終在4月加入艾塞克斯號，並在稍後立下顯赫戰績。
3月6日至14日，大黃蜂號到珍珠港近海訓練，然後在15日加入第58特遣艦隊的第三分隊，並擔任旗艦，分隊由約瑟·克拉克（Joseph J. Clark）少將指揮。20日大黃蜂號抵達馬久羅，並預備作戰。

## 第二次世界大戰

### 帛琉

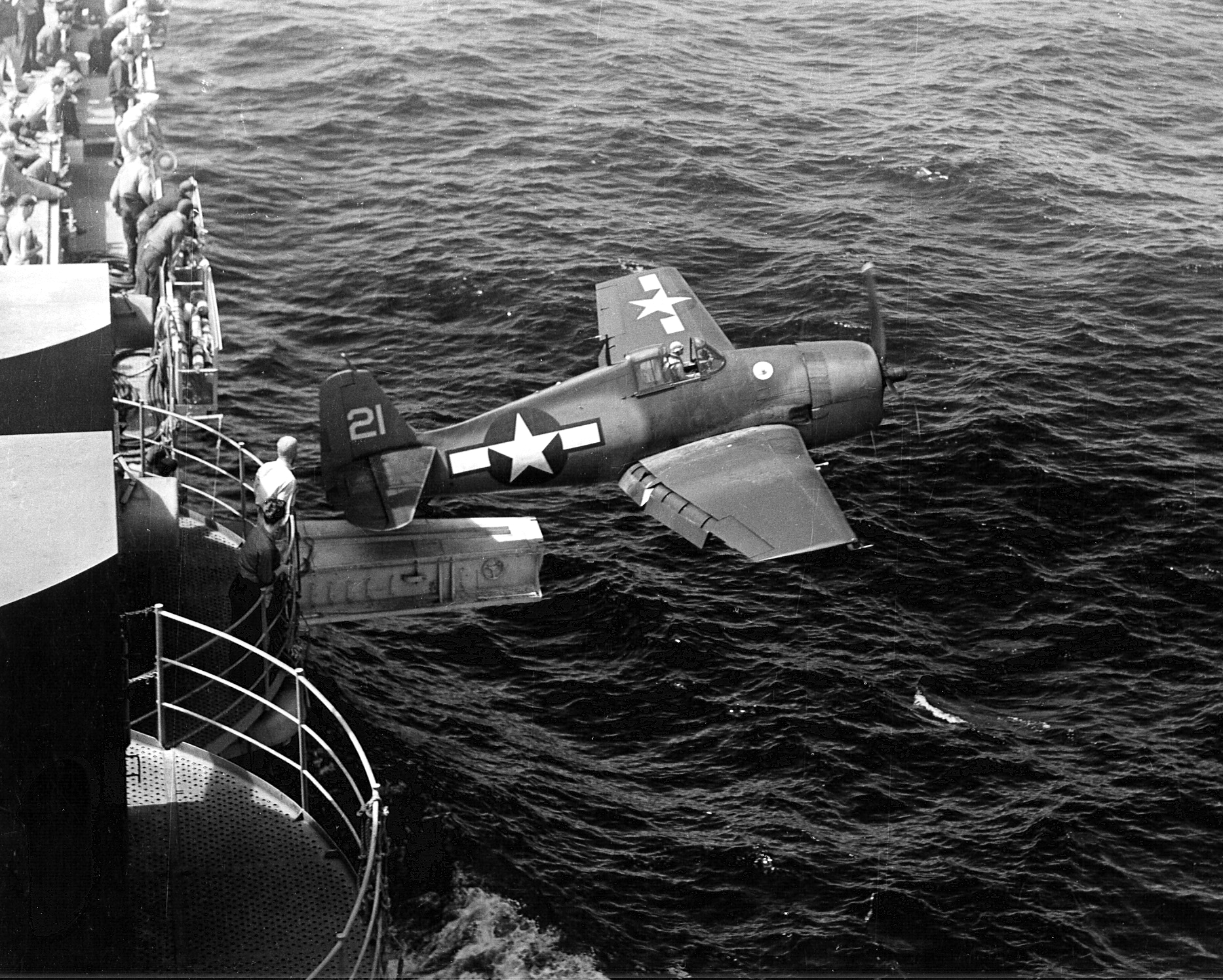
1944年2月25日，大黃蜂號正前往美國西岸，一架F6F從其機庫彈射器起飛。由於機庫彈射器使用率低，美軍最終將之拆除，並重置到飛行甲板。

不久前尼米茲命第五艦隊先空襲帛琉，以預備將來收服馬里亞納群島。3月22日艦隊離港出征；大黃蜂號編入阿爾弗雷德·蒙哥馬利（Alfred E. Montgomery）少將指揮的第二分隊，同行艦有旗艦碉堡山號、蒙特利號及卡伯特號。艦隊繞道行駛，以避開日軍偵察，在4月1日展開攻擊；然而25日及26日，特魯克的日軍偵察機仍發現了艦隊，迫使雷蒙德·斯普魯恩斯上將提前攻擊至3月30日。28日晚，日軍派魚雷轟炸機夜襲，被悉數擊退。30至31日，艦隊空襲帛琉港口，擊落多架日軍戰機，並擊沉若竹號；又於31日下午轟炸雅浦島。大黃蜂號、列星頓號及碉堡山號於當日亦派TBF到帛琉設置水雷。
4月1日，艦隊改為空襲沃萊艾島（Woleai），於6日返抵馬久羅。

### 荷蘭地亞
4月13日，艦隊離開馬久羅，前往空襲荷蘭地亞，以削弱當地的日軍空軍。大黃蜂號轉為擔任克拉克的第一分隊旗艦，同行艦有貝勞森林號、科本斯號及巴丹號。21日至24日，大黃蜂號等三支分隊空襲荷蘭地亞各處的機場，但日軍的飛機早被美國陸軍航空軍的P-38及B-24於30日摧毀，艦隊幾乎沒有遭遇抵抗，只有零星的日軍偵察機由梭隆縣起飛，並被美軍悉數擊落。
由於缺乏攻擊目標，艦隊在返回馬久羅前，於29至30日順道攻擊特魯克。不過特魯克在上月空襲後，已幾近荒廢，只有少量船隻在港口；稍後艦隊分別派戰艦及巡洋艦炮轟波納佩及薩塔萬環礁，而大黃蜂號的第一分隊則返回埃尼威托克，於5月4日抵達；同日另外兩支分隊返抵馬久羅。13日大黃蜂號亦前往馬久羅，於15日抵達。

### 馬里亞納群島與小笠原群島
此時美軍正籌劃進攻菲律賓；美國陸軍航空軍分別於6月3日及9日空襲帛琉、沃萊艾島（Woleai）及雅浦島。6日第58特遣艦隊前往空襲馬里亞納群島，以削弱日軍空中力量；大黃蜂號繼續留在克拉克的第一分隊，並擔任旗艦；同行艦有約克鎮號、貝勞森林號及巴丹號。11日四支分隊空襲了關島、天寧島及塞班島；12日大黃蜂號的第一分隊調往空襲關島，而另外三支分隊則繼續轟炸天寧島與塞班島。13日各分隊繼續轟炸諸島，為即將登陸美軍清場。14日晚，大黃蜂號的第一分隊與第四分隊一同調往北方，空襲小笠原群島；而美軍陸戰隊則在15日開始登陸塞班島。
6月15日兩分隊抵達小笠原群島外海。斯普魯恩斯上將命克拉克於16日發動一波空襲，然後撤返，以預備與日本艦隊交戰；但艦隊既已離目標不遠，克拉克下令在15日下午先攻擊硫磺島、父島及母島，再於16日發動另一波空襲。下午2時30分，大黃蜂號、艾塞克斯號與約克鎮號等派戰機攻擊硫磺島機場；在半小時後又空襲了父島及母島，共擊落20架零式戰鬥機，摧毀地面七架飛機。晚上海面天氣轉差，颳起狂風大浪，16日早上克拉克取消空襲父島，自領第一分隊空襲較南的硫磺島，然後在海上加油，再撤返馬里亞納海；第四分隊則先往南航行，在17日空襲了帕甘島（Pagan Island）的小機場。18日斯普魯恩斯發現日本艦隊離開菲律賓，前來支援馬里亞納，故命北上的兩支分隊即時返回會合，以迎擊日本艦隊。四支分隊在當日正午於塞班島以西海域會合，並開始搜索日軍的第一機動艦隊。

### 菲律賓海海戰

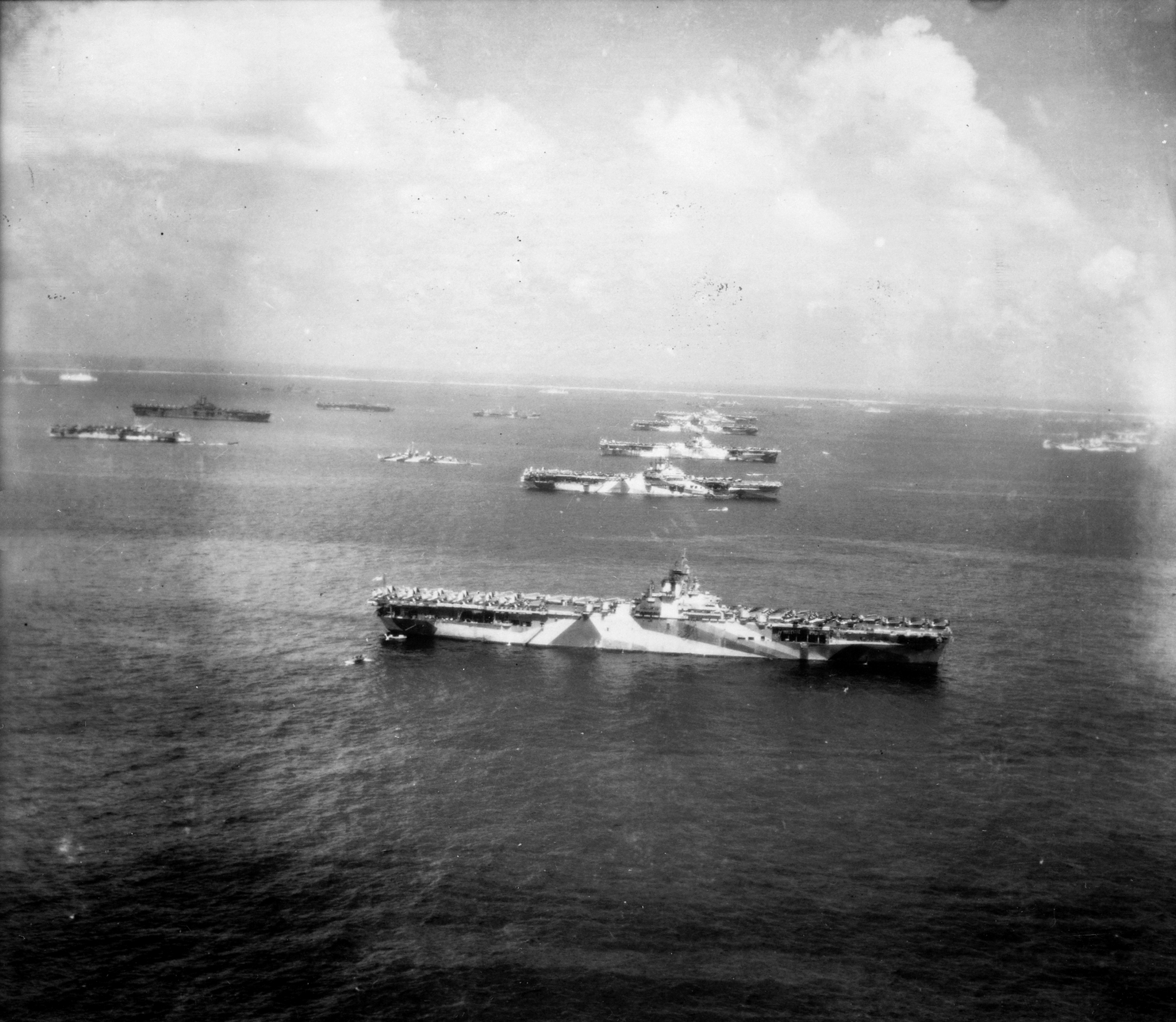
1944年12月8日，參與二戰的艾塞克斯級航空母艦正在烏利西休整，組成著名的「殺手陣列」。由前景數起為胡蜂號、約克鎮號、大黃蜂號、漢考克號及提康德羅加號；塗上深色迷彩的列星頓號則在陣列後方（相片左面）。

6月18日下午，日軍偵察機發現美軍第58特遣艦隊。小澤治三郎欲善用日機較遠的續航距離，命艦隊避開美軍攻擊範圍，留待19日與關島的日機一舉進攻；而此時斯普魯恩斯仍未得悉日軍艦隊確實位置。馬克·密茲契於半夜提議艦隊向西前進，使航空母艦可趕及在19日早上進入作戰半徑，派飛機攻擊日軍艦隊，但斯普魯恩斯以掩護塞班島登陸部隊為先，命艦隊於晚上繼續向東撤，待日出後才再向西推進，以免遭遇日軍埋伏。日出前，日軍偵察機多次發現美軍艦隊，但美軍仍未掌握日軍動向。次日菲律賓海海戰爆發。
19日早上5時30分，蒙特利號一架F6F發現兩架日機，並擊落一架，海戰正式展開。6時30分，貝勞森林號在關島發現日機，稍後艦隊派飛機空襲當地，並殲滅關島機場的日機。7時30分，日軍偵察機發現部分第四分隊艦隻，但後續偵察機被艾塞克斯號及蘭利號等擊落。小澤稍後在8時30分、56分、10時及11時派出四波攻擊，每波攻擊的出擊架次分別為69架、128架、47架及82架（大鳳號及翔鶴號均於早上出擊後被潛艇攻擊，下午沉沒）。
第一波攻擊由西面直指美軍艦隊，於10時被李中將的戰艦雷達發現；23分艦隊開始派戰機攔截。此時日機離艦隊只有72英里（116），但卻因浪費過多時間重整陣形，令美軍戰機得以及時爬升攔截。大黃蜂號等航空母艦派戰機出動攔截，驅逐大半來犯日機；最終日軍只有一架轟炸機成功突圍，在49分投彈命中南達科他號；這也是整場海戰中日軍僅有的一次直接命中；而第一波攻擊日機只有27架成功返航。
日軍第二波攻擊在11時7分為美軍雷達所發現；半小時後艾塞克斯號的F6F率先迎擊，而大黃蜂號等其他航艦的F6F則在稍後加入。正午六架彗星式轟炸機成功突破攔截網，並輕傷碉堡山號及胡蜂號。最終美軍擊落最少70架飛機；而日機只有31架飛機成功返航。
第三波攻擊由北面進攻，在下午近1時為美軍發現。此次美軍戰機未能有效攔截，只擊落七架飛機；幾架轟炸機更突破防守，向艾塞克斯號投彈，但無一命中。此時列星頓號的一架SBD轟炸機在關島脫隊飛行，發現機場已泊有近30架日機，但轟炸機的穿甲彈無法有效攻擊機場。第二分隊指揮蒙哥馬利隨即命碉堡山號的飛機前往協助；艾塞克斯號的部分機隊亦在稍後加入攻擊。
第四波攻擊於下午2時由南面進攻，33架往北攻擊美艦，另外49架則留在關島西南海面索敵；此時美軍戰機正降落補油，攔截再次失效，部分日軍轟炸機得以切入美軍艦隊；稍後日機先後投彈轟炸碉堡山號及胡蜂號，仍無一命中。23分大黃蜂號、艾塞克斯號及科本斯號的飛機前往攻擊關島，並追擊降落該處的日機，擊落30架；成功降落的19架日機亦受重傷，最終只有九架飛機可繼續使用。整日戰鬥，日軍損失接近315架飛機，其一面倒之戰況，使美軍戲稱當日戰鬥為「馬里亞納射火雞大賽」。
6月20日，第四分隊被派往攻擊關島一帶的日軍據點，而大黃蜂號等另外三支分隊，則往西追擊日軍艦隊。下午3時40分，企業號的偵察機發現小澤的艦隊。雖然無線電訊號不清，密茲契仍即時命艦隊預備派出機隊攻擊，冒險在入黑後收回飛機。57分，密茲契終於接收到完整的偵察報告，並在4時5分確認日軍艦隊位置，下令艦隊派飛機前往攻擊。21分，約克鎮號等航空母艦（除普林斯頓號外）派出216架飛機升空。小澤勉強派出75架飛機迎戰，同時拋棄油船，加速撤退，並准許各艦單獨機動迴避。稍後胡蜂號率先攻擊落後的油船，並擊沉兩艘；列星頓號的機隊誤報擊沉飛鷹號及隼鷹號，並擊傷龍鳳號，但實際上龍鳳號未有受損，而隼鷹號亦沒有沉沒；飛鷹號被約克鎮號及貝勞森林號的機隊以魚雷擊沉；企業號嘗試攻擊長門號及最上號，無一命中；瑞鶴號則先後被約克鎮號、企業號及聖哈辛托號攻擊受損，一度下令棄船，但艦體實際損傷不大，且損管得宜，棄船命令不久後便取消；碉堡山號、蒙特利號及卡伯特號的機隊略過剛被胡蜂號攻擊的油船，繼續往西索敵，最終輕傷千代田號及榛名號。海戰結束後，日軍第一機動艦隊只剩下35架飛機可用。
此時美軍飛機開始返航，並在晚上8時45分開始降落。密茲契下令軍艦開啟所有照明，並命驅逐艦向天發射信號彈；而航空母艦則以探射燈引導飛機降落。不過美軍飛機此時燃油短缺，爭先降落，秩序大亂；部分飛機亦誤判驅逐艦燈號為航空母艦，幾乎相撞。混亂到近11時終於結束，美軍單在降落就損失了80架飛機，而戰損只有20架。
20日艦隊繼續搜索落水的機師，並預備向西追擊。凌晨碉堡山號及企業號先派夜間偵察機索敵；日出後各艦再派後續偵察機。此時小澤艦隊早已遠去，已超出美軍航母的作戰距離，且密茲契仍忙於搜索機師；但斯普魯恩斯仍希望艦隊可追擊受創的日軍艦隻，故命李中將的戰艦先行前往追擊，並臨時調碉堡山號及胡蜂號掩護戰艦，其他艦隻則在稍後跟上。最終美軍仍未有發現，加上驅逐艦燃油短缺，艦隊在晚上開始撤退，並在22日於海上補油，於23日返回支援塞班島。

### 小笠原群島、關島及寧島

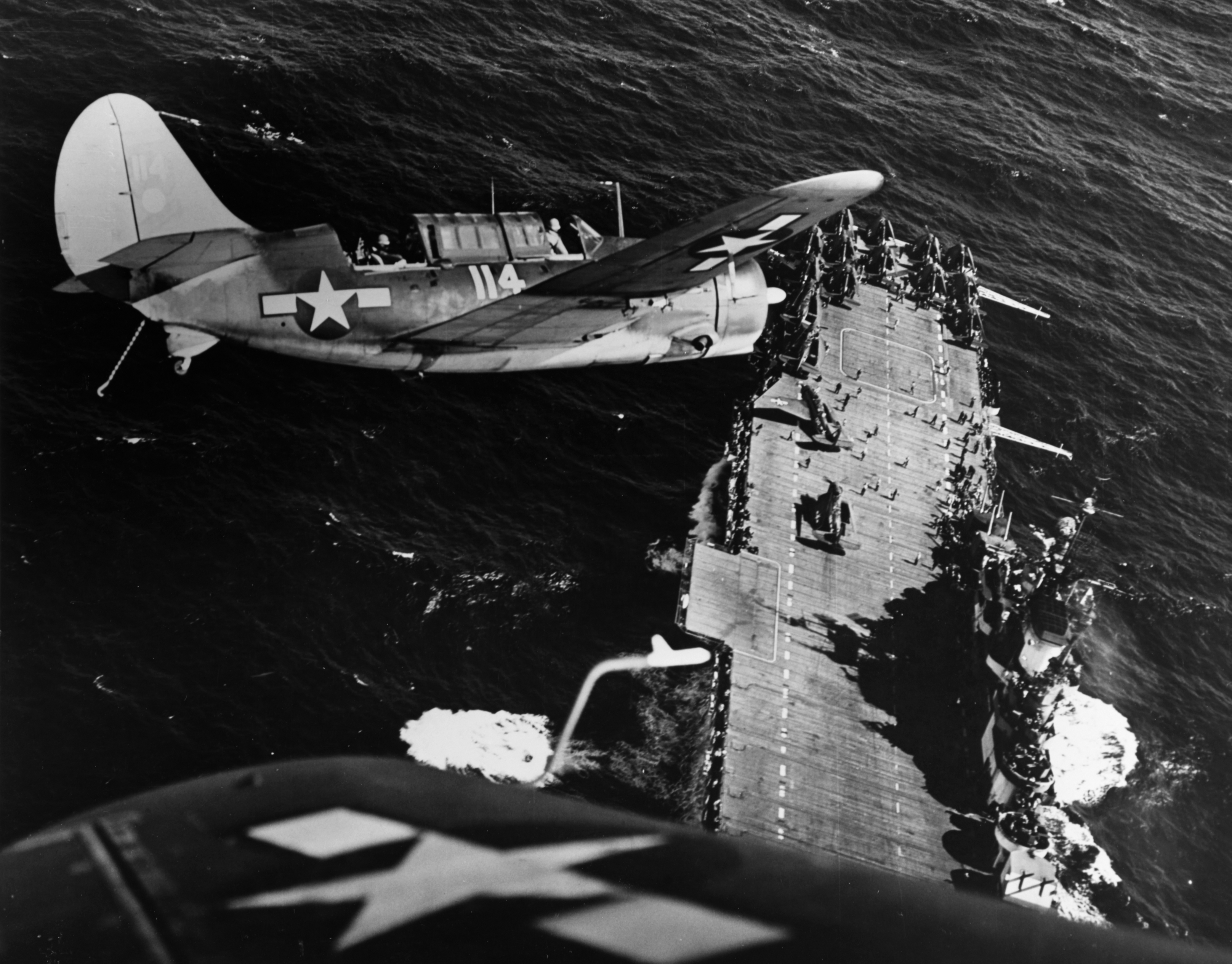
兩架SB2C轟炸機正在返回大黃蜂號。相片攝於1945年1月，當時美國航空母艦進入了南中國海，並空襲越南及中國東南沿海各地的日軍據點。

正當艦隊返航之際，克拉克請求密茲契准許第一分隊順道空襲硫磺島，然後準時返回埃尼威托克，並獲密茲契首肯。24日早上，大黃蜂號、約克鎮號及巴丹號一共派出51架F6F前往攻擊，而貝勞森林號則負責反潛及空中巡邏；但此前不久，硫磺島的偵察機發現了第一分隊。曾指揮馬來亞海戰的松永貞市隨即下令飛機迎擊，但卻遭大黃蜂號等擊落29架，而美軍僅損失六架。下午松永分別派20架及41架飛機再作攻擊，但首波飛機全數被擊落，而第二波飛機則無法通過美軍戰機攔截，被擊落17架，而最終折返硫磺島。晚上大黃蜂號返航埃尼威托克，在27日抵達。
6月30日，大黃蜂號的第一分隊與拉夫·戴維森（Ralph E. Davison）少將的第二分隊一同離港，再前往空襲小笠原群島。7月4日，約克鎮號等再次空襲小笠原群島，但日軍在當處的折損過多，已無法招架美軍攻擊；到7日硫磺島僅餘的飛機都被調回日本本土。6日兩支分隊改為轟炸關島及羅塔島。7月9日美軍佔領塞班島，而大黃蜂號等繼續空襲關島及天寧島。21日及24日美軍分別登陸關島北部及天寧島，並於8月10日及2日佔據兩島；大黃蜂號則在7月25日改為空襲雅浦島、烏利西及帛琉，於27日撤返塞班島休整。29日，富蘭克林號由第二分隊調往第一分隊繼續作戰；而約克鎮號則由第一分隊調到第二分隊。艦隊在塞班島休整後，於8月2日離開。在海上與第二分隊會合後，大黃蜂號在4日再次空襲小笠原群島，然後返回埃尼威托克休整待命。

### 菲律賓
8月26日，小威廉·海爾賽接替斯普魯恩斯，指揮美軍艦隊。由於海爾賽為第三艦隊司令，故快速航空母艦編隊亦更名為第38特遣艦隊（Task Force 38）。大黃蜂號編入老約翰·麥凱恩中將指揮的第一分隊，同行艦有旗艦胡蜂號、科本斯號及蒙特利號；29日艦隊離開埃尼威托克。大黃蜂號的第一分隊與第二及第三分隊前往菲律賓；而第四分隊則往小笠原群島。9月6日至8日，大黃蜂號等空襲了帛琉；又於9日至10日空襲民都洛及薩蘭加尼灣。由於缺乏目標，海爾賽改命艦隊於12日攻擊米沙鄢群島等地。14日大黃蜂號的第一分隊前往帛琉，在途中再空襲呂宋。15日貝里琉戰役及莫羅泰島戰役爆發，大黃蜂號的第一分隊支援登陸莫羅泰島的美軍；而第四分隊則支援帛琉。21至24日，艦隊空襲呂宋各地的港口，然後撤退。29日大黃蜂號在馬努斯島補給休整。

### 台灣空戰

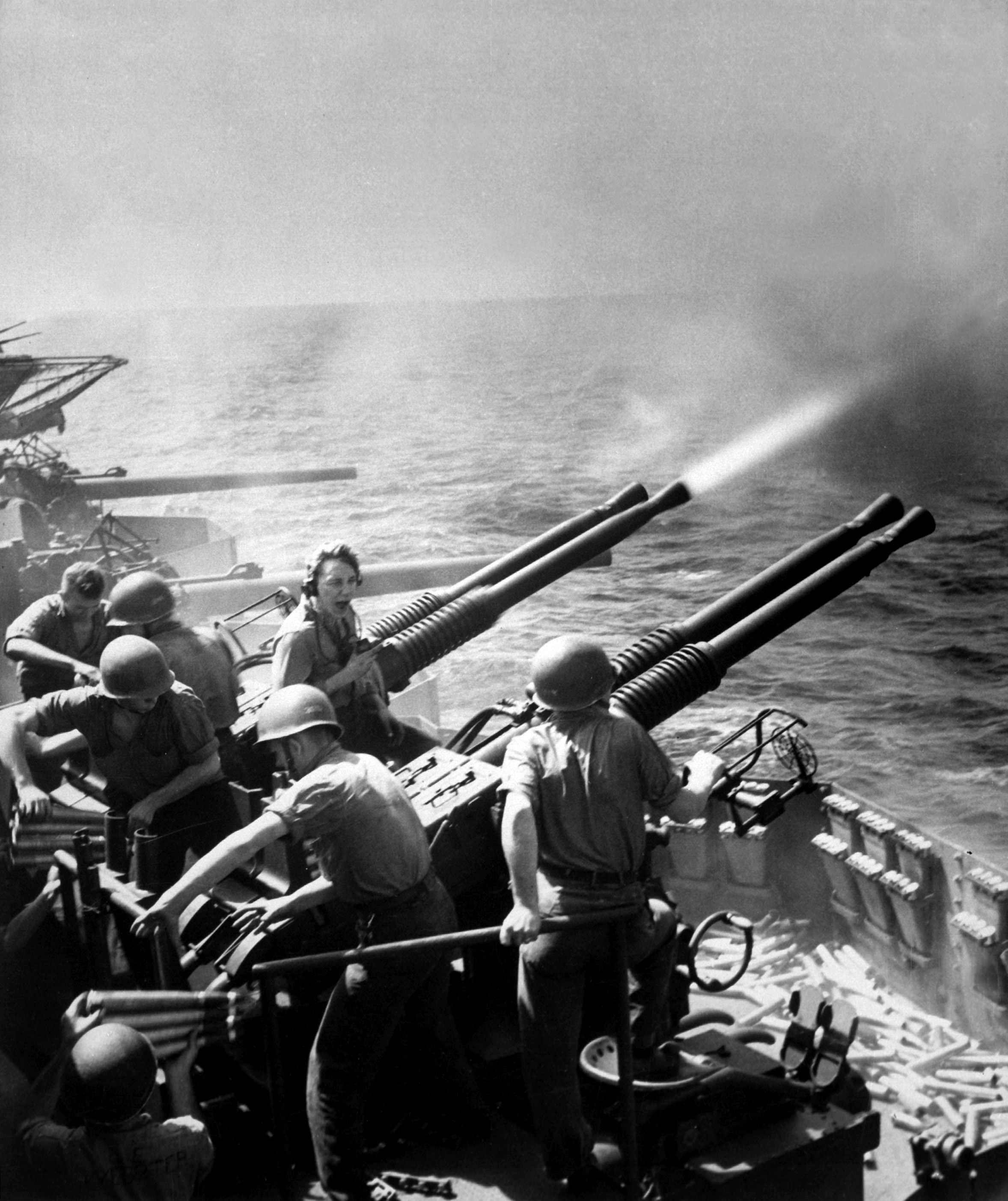
1945年2月，大黃蜂號的防空炮手正在操控波佛斯40公釐高射砲。海軍在發佈相片時，將拍攝日期定為2月16日：當日為美國海軍自杜立德空襲後再一次空襲東京。但由於相片中有防空炮手未有將衣袖放長，甚至未有配戴頭盔，顯示當時的防空炮手極可能只在演習，而非攔截來犯敵機。1945年起日軍的自殺飛機攻擊與日俱增，但大黃蜂號卻從未因日軍攻擊受創。

10月2日，大黃蜂號等第一分隊艦隻離港，在10月8日在海上與另外三支分隊會合，前往空襲沖繩島。10日艦隊大舉攻擊沖繩，出擊架次高達1,396架，重創沖繩港口。此時豐田副武估計美軍將空襲台灣，命在台的福留繁預備迎戰；當時日軍駐台戰機約有230架。
一如日軍所料，12日美軍艦隊往南空襲台灣。海爾賽派大黃蜂號的第一分隊空襲台灣南部；第二分隊空襲台灣北部；第三分隊空襲台灣中部；第四分隊則集中攻擊高雄。清晨各艦派戰機作第一波攻擊；福留繁則派戰機攔截，同時派轟炸機攻擊美軍航母，台灣空戰爆發。美軍在空戰明顯佔優，第一波攻擊後，日軍只剩下60架戰機可用；第二波攻擊後更全被摧毀，沒有戰機可迎戰第三波攻擊；福留繁的指揮部亦在空襲後夷為平地。傍晚日軍魚雷機發現美軍艦隊，陸續展開攻擊，但無一成功，更損失42架。美軍當日出擊數達1,378架次，只損失48架飛機。
10月13日，艦隊再次空襲台灣，出擊數下降至974架。傍晚美艦隊被日軍攻擊；富蘭克林號艦島受損，無人傷亡；而坎培拉號重巡洋艦則被魚雷重創，要由拖船協助離開戰場。14日艦隊派146架戰機及100架轟炸機再次攻擊台灣，順道掩護坎培拉號撤退；陸軍航空軍則在中國大陸出動109架B-29轟炸機轟炸高雄。當晚日軍魚雷轟炸機再次夜襲，侯斯頓號輕巡洋艦被魚雷重創，一度下令棄船；由於兩艘受創巡洋艦離台灣及先島群島僅90英里（140），海爾賽於15日命三艘巡洋艦及八艘驅逐艦組成拯救小隊，協助兩艦拖行；又派科本斯號及卡伯特號作空中支援。艦隊則緩緩向西南撤走。
10月15日第四分隊往空襲呂宋；日軍則於當日及16日再次空襲拯救小隊；侯斯頓號於16日再被一枚魚雷擊中，入水超過6,300噸，艦長一度決定棄船，但同行驅逐艦決定繼續拖行。此時東京電台稱美軍第三艦隊已受重創。海爾賽得悉後，認為日軍誤判拯救小隊為第三艦隊，索性順水推舟，以拯救小隊作餌，引誘日軍攻擊，命第二及第三分隊埋伏。16日早上，日軍命那智號及足柄號等由瀨戶內海出發，往南追擊，卻在沖繩外海被碉堡山號兩架飛機攻擊。此時福留繁得悉美軍航空母艦未有受損，命巡洋艦隊即時撤退。美軍埋伏雖然失敗，兩艘重創軍艦仍得而撤走，在27日終於抵達烏利西環礁。
10月17日，大黃蜂號往南航行，以支援美軍重奪菲律賓；而小澤治三郎則命艦隊阻止美軍登陸，並以自身航空母艦為餌，引開美軍艦隊，由栗田健男的第二艦隊到雷伊泰攻擊美軍登陸部隊；稍後因此引發雷伊泰灣海戰。18日胡蜂號與第四分隊空襲馬尼拉。美軍在20日開始登陸獨魯萬市，而道格拉斯·麥克阿瑟則在當日下午登上灘頭，宣告自己重返菲律賓。

### 雷伊泰灣海戰
10月21日，大黃蜂號與第四分隊在海上補油。22日大黃蜂號的第一分隊與第二分隊的漢考克號前往烏利西補給，而第四分隊則前往雷伊泰。24日，雷伊泰灣海戰爆發；當晚海爾賽召回第一分隊，然後自己與另外三支分隊及李中將的戰艦往北，追擊小澤的誘敵艦隊。25日8時22分，托馬斯·金凱德中將的第七艦隊被粟田的中央艦隊攻擊，向海爾賽求救；但海爾賽只命第一分隊加速西進，未有即時調頭。
此時大黃蜂號等第一分隊艦隻正在補油。9時17分，第一分隊開始往西推進，並在稍後加速至30節，以盡快支援第七艦隊。10時30分大黃蜂號等派出偵察機及第一波攻擊機隊，但飛機仍要一個半小時才可抵達雷伊泰灣。正當第一分隊的飛機趕往雷伊泰灣時，粟田已經開始向北撤退。12時42分，大黃蜂號等派出第二波機隊；而第一波機隊恰好聯絡上克利夫頓·斯普拉格少將（Clifton Sprague）的特遣單元（Task Unit 77.4.3，代號塔非3號，於不久前遭粟田艦隊及神風自殺飛機攻擊）。克利夫頓指示機隊往北索敵，而自己則繼續命殘存的驅逐艦搜索聖羅號的生還者。下午1時16分，大黃蜂號的機隊發現粟田艦隊，但僅擊中利根號一枚炸彈，且炸彈沒有爆炸；第二波攻擊亦一無所獲。整日第一分隊共出擊147架次，被日軍擊落十架。
26日清晨5時，大黃蜂號的第一分隊終於與南下的第二分隊會合，而漢考克號亦返回第二分隊。6時兩支分隊派出第一波飛機追擊粟田，又在8時10分及12時45分派出第二波及第三波攻擊，最終僅擊沉能代號及早霜號，並重傷熊野號。次日大黃蜂號的第一分隊再次空襲菲律賓，於28日與第三分隊一同前往烏利西休整，分別在29日及30日及抵達。30日麥凱恩接替密茲契，指揮快速航空母艦。

### 雷伊泰島與呂宋
11月2日，第一分隊與第三分隊離開烏利西，前往雷伊泰，以進一步削弱日軍空中力量，並接替受神風特攻隊重創的第四分隊。5日兩支分隊在波利略外海與第二分隊會合。
三支分隊會合後，分別攻擊仁牙因灣、北錫布延海及馬尼拉灣三地的日軍機場及補給艦隻，並擊沉了那智號，摧毀地面多架飛機。下午艦隊旗艦列星頓號被自殺飛機擊中，多人死傷，麥凱恩被迫將旗艦由列星頓號轉至胡蜂號；而列星頓號在搶修後繼續作戰。6日艦隊再次空襲三地，在傍晚到外海補油。第二分隊與受創的列星頓號返回烏利西休整修理，並由第四分隊接替；而胡蜂號則短暫離開，到關島搭載新航空團，在13日再與艦隊會合。而此段時期薛曼在艾塞克斯號上暫代麥凱恩指揮艦隊。
11日起，大黃蜂號等開始集中攻擊日軍運輸艦，以阻止其增援歐墨克市（Ormac）。13及14日，艦隊擊沉了木曽號、曙號、秋霜號、沖波號、初春號及十多艘運輸艦，並擊傷潮號，摧毀地面多架飛機。15日艦隊撤向雅浦島西面海域休整；而第三分隊則返回烏利西休整，由第二分隊接替；同日麥凱恩將旗艦改設在第二分隊漢考克號。
11月17日，第一、第二及第四分隊再次空襲呂宋，於20日撤到後方補油；21日第四分隊離隊空襲雅浦島，然後到烏利西休整；而大黃蜂號的第一分隊亦在23日到烏利西，於24日抵達。12月1日，大黃蜂號等再次離開，前往支援盟軍登陸民都洛，但不久海爾賽接到麥克阿瑟的訊息，將登陸延遲到15日；胡蜂號等在即日再次返回烏利西。12月3日，所有分隊都返抵烏利西休整。
12月10日及11日，艦隊離開烏利西，前往民都洛。此時艦隊再次重編，大黃蜂號編入波根指揮的第二分隊，同行艦有旗艦列星頓號、艦隊旗艦漢考克號及卡伯特號。12日至16日，艦隊集中派戰機封鎖日軍機場，保護美軍登陸艦免受攻擊。日軍升空的飛機多被攔截及擊落。

### 海爾賽颱風

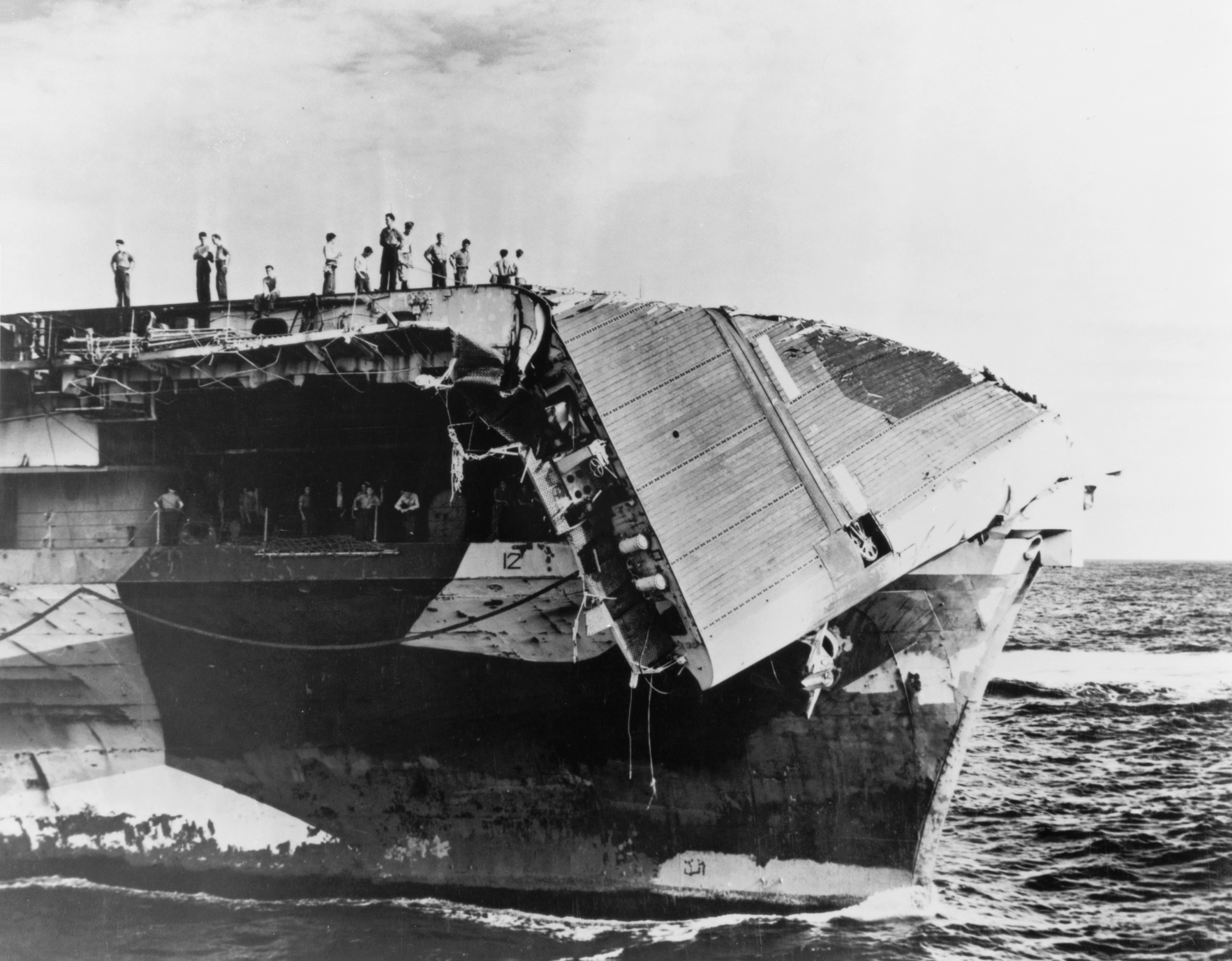
1945年6月5日，大黃蜂號與班寧頓號的第一分隊遭到颱風康妮正面吹襲，使兩艦飛行甲板嚴重受損。班寧頓號在維修後繼續作戰，而大黃蜂號則返回三藩市維修，自此未再參戰。

17日艦隊在外海補油，但海面颳起強風，海面波濤洶湧，令艦隊作業困難，無法補油。惡劣天氣由艦隊以東的熱帶擾動所致；該熱帶擾動在烏利西以北形成，向西北偏西移動，並快速增強，亦即後來的颱風眼鏡蛇。由於海浪走向與冬季的東北風一致，海爾賽並未察覺颱風迫近。
18日海面風浪加劇，但艦隊的天氣預報仍然錯誤，且氣壓於日出前一直穩定，海面繼續吹北風，故海爾賽命艦隊再次補油。此時風浪開始使艦隻脫隊；各艦匯報的天氣資料迥異，又造成混亂。上午10時，氣壓開始急降，風向同時呈逆時針，海面翻起巨浪；胡蜂號的雷達甚至拍到風眼，颱風顯然就在附近。海爾賽即時命艦隊往西南迴避；然而脫隊及較慢軍艦已無法脫離，甚至有驅逐艦通過風眼。最終美軍三艘驅逐艦沉沒；蒙特利號及科本斯號機庫起火，前者更要撤返珍珠港維修；相對之下，大黃蜂號等大型艦隻損傷輕微，僅入水過多。
傍晚4時，艦隊終於駛出風暴。6時天氣轉為明朗，艦隊開始搜救落海官兵。其時海爾賽尚未得悉有驅逐艦沉沒，直到次日凌晨方得知三艘驅逐艦失去聯絡。搜救後艦隊撤返烏利西，於24日抵達。28日尼米茲批准艦隊在美軍登陸仁牙因灣後，進入南海。
12月30日，艦隊離開烏利西，並先後於1945年1月3日及4日空襲台灣及呂宋的日軍機場，卻因天氣惡劣，效果不彰。7日艦隊集中攻擊呂宋，再受惡劣天氣阻礙。9日美軍開始登陸仁牙因灣，幾乎沒有遭遇抵抗；而艦隊則往北空襲台灣及琉球群島，但惡劣天氣仍舊困擾艦隊，無法有效攻擊。

### 南中國海
1月10日，大黃蜂號等快速航空母艦穿過巴士海峽，前往空襲法屬印度支那的日軍補給。海爾賽認為伊勢號、日向號及部分日軍戰艦，在雷伊泰灣海戰後撤到越南，故先攻擊金蘭灣。
12日艦隊抵達越南外海。凌晨3時30分，第五分隊的夜戰航空母艦先派飛機偵察。早上6時40分，戰艦及巡洋艦等往炮轟金蘭灣的戰艦。到7時30分，第一、二及三分隊的航空母艦開始派飛機空襲。整日艦隊出擊數達1,465架次，部分飛機更沿海岸搜索目標轟炸，攻擊範圍遍佈越南南部。第三分隊空襲了歸仁及西貢，並擊沉了香椎號、兩艘護航驅逐艦、九艘滿載的運輸艦及一艘油船；被日軍俘虜的法國巡洋艦拉莫特-皮凱號（La Motte-Piquet）亦在金蘭灣被擊沉。最終美軍共擊沉45艘日軍軍艦及商船，並摧毀多艘油船。由於港內沒有日軍戰艦，美軍的炮艦在早上8時已經撤返。晚間艦隊撤往東面補油，並迴避颱風。海面大浪使艦隊到14日才完成補油。
15日上午艦隊空襲了高雄及左營港，並擊沉了旗風號及松號。低能見度使空襲成效欠佳。下午艦隊再次西進，並於16日空襲了香港、廣州及海南。惡劣天氣及密集防空火炮雖令空襲多有阻滯，但美軍仍擊沉多艘運輸艦。17日東北季候風加強，迫使艦隊撤回呂宋西面海域補油，然後再次空襲台灣。
21日早上，艦隊開始派飛機攻擊台灣各地機場及海港。中午日軍的自殺飛機發現美軍第三分隊，隨即展開攻擊，先後擊傷蘭利號及提康德羅加號；第二分隊亦遇襲，未有受損；漢考克號於同日因飛機降落意外而爆炸起火，但損毀不大。傍晚提康德羅加號撤返烏利西，而大黃蜂號等則往北航行，預備空襲沖繩島及硫磺島。
22日，艦隊空襲了沖繩，並作詳細攝影偵察，搜集情報，以作日後登陸之用。晚上艦隊撤走，於26日返抵烏利西休整修理。同日斯普魯恩斯接替海爾賽指揮美軍艦隊，編制上改為第五艦隊，而快速航空母艦編隊亦再次易名，為第58特遣艦隊，由密茲契指揮。

### 沖繩島、硫磺島與日本

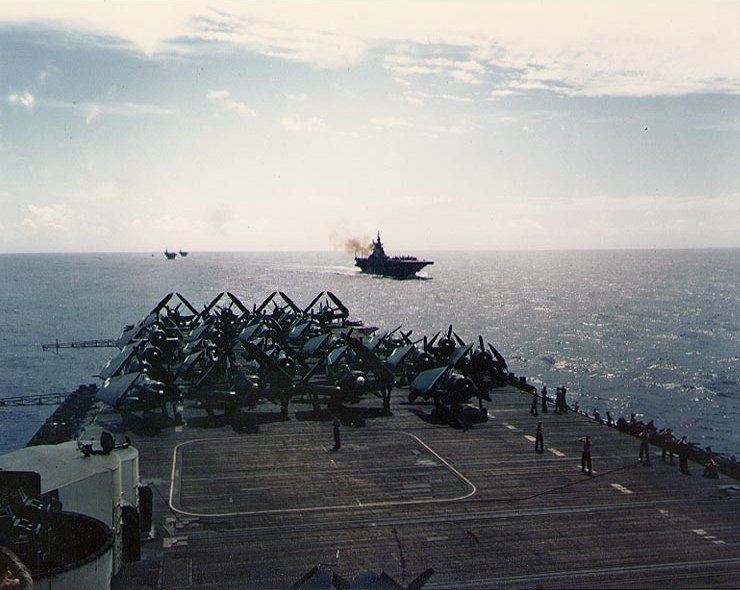
1945年6月，大黃蜂號正在海上航行，緊隨其後的為好人理查號及兩艘獨立級輕型航空母艦。由於好人理查號是在6月6日才與第一分隊會合，因而避過了前一日的颱風；故相片拍攝時，大黃蜂號的前部甲板已經塌陷損毀，並可能正在返回雷伊泰。按此時間推斷，後方其一輕型航空母艦很可能為貝勞森林號。

2月10日，第五艦隊魚貫離開烏利西，前往空襲日本本土。大黃蜂號再次返回第一分隊，並出任克拉克的旗艦，同行艦有胡蜂號、班寧頓號及貝勞森林號。艦隊先往東北，於12日在天寧島與陸戰隊作演習，然後加速往北前進，準備空襲東京。
2月16日，艦隊先派五波戰機，掃蕩東京灣一帶的機場。第三分隊的戰機率先抵達東京上空，又攻擊了港口設施；而第二分隊雖遭遇近百架日機攔截，但擊落近40架。第一分隊則攻擊了東京及橫須賀一帶的工業設施。中午密茲契派轟炸機空襲東京大田區等地的工廠；傍晚則派夜間戰鬥機攻擊機場。17日艦隊前往硫磺島，預備支援即將登陸的美軍。第四分隊於當日攻擊了父島及母島；第二及第三分隊則到硫磺島以西。18日各分隊再次空襲父島，然後分散部署：第一、第四及第五分隊往南補油，而第二及第三分隊待命，預備支援登陸美軍；美軍戰艦則連日炮擊岸上設施。
2月19日，美國陸戰隊開始登陸硫磺島，硫磺島戰役爆發。其時大黃蜂號等尚在外海補油，並作防空演習。20日起，大黃蜂號等開始派飛機支援登陸部隊，偶爾亦轟炸艦炮不可及之日軍據點。由於艦載機的凝固汽油彈大多未有爆炸，故效果不佳。日機整日斷續侵擾艦隊，但多次攻擊均告失敗。2月21日，第二及第三分隊空襲父島及母島；由第一及第四分隊專責支援灘頭部隊；第五分隊亦加入日間戰鬥。不過薩拉托加號甫進入執勤海域，即遇襲受創，被迫撤返美國維修，自此未再參與戰鬥；俾斯麥海號更被自殺飛機擊沉，企業號因此要獨自擔任夜戰航空母艦，並連續174小時派出及回收飛機，直至3月2日。23日艦隊到外海補給，然後改道北上，再次空襲日本本土。
2月25日早上，艦隊派機隊空襲東京，卻因天氣惡劣，幾乎無功而返。下午密茲契中止所有飛行作業，欲改於次日空襲名古屋，然而海面天氣進一步惡化，翻起大浪，使艦隊無法及時進入攻擊範圍。26日早上，密茲契取消攻擊，命艦隊於次日補油，然後攻擊沖繩島；第四分隊則在補油後到烏利西休整。3月1日，胡蜂號等空襲沖繩島，並作詳細攝影偵察。當晚艦隊撤回烏利西休整，於4日抵達。
3月14日，艦隊離開烏利西，前往支援沖繩戰役，並先空襲九州，削弱該處的日軍空中力量。此時艦隊編制再稍有調動，但第一分隊整體不變。
3月18日上午，艦隊開始派出機隊，空襲九州各地機場，但宇垣纏在美軍攻擊前，已派出僅餘的飛機升空，正前往攻擊第四分隊，故美軍收獲不大。企業號先於早上被日軍炸彈擊中，但未有引爆；無畏號成功攔截自殺攻擊，艦體輕微受損；下午約克鎮號被炸彈擊中，艦體爆炸，在搶修後繼續作戰。
同日，美軍偵察了神戶及吳市，發現日軍於港內的大批軍艦，故密茲契於19日命艦隊空襲瀨戶內海。由於第二分隊只有富蘭克林號一艘大型航空母艦，故胡蜂號在當日調往第二分隊，以增強實力。當日美軍擊傷了大和號、日向號、榛名號、生駒號、葛城號、龍鳳號、天城號、鳳翔號、海鷹號、利根號及大淀號等艦。但美軍亦遭日機反擊，胡蜂號被炸彈擊中爆炸，造成多人死傷，在搶修後繼續作戰；而富蘭克林號則身中兩枚炸彈，起火爆炸，一度失速，更幾近沉沒。最終富蘭克林號在多艘艦隻協助下，緩緩撤走；而企業號及部分第四分隊軍艦調往第二分隊，以掩護其撤退。大黃蜂號與班寧頓號亦多次遭到日機攻擊，但兩艦的防空炮互相掩護，全部攻擊均未有命中。
3月20日艦隊往南撤退，但繼續派飛機轟炸九州南部機場；下午第二分隊再遭遇自殺飛機攻擊，一艘驅逐艦受損，而企業號的甲板則被友軍防空炮擊中。21日第一分隊遭到MXY-7櫻花特別攻擊機襲擊，但將之悉數擊落。傍晚胡蜂號轉到第二分隊，而聖哈辛托號則加入第一分隊。各艦於22日到外海補油，而企業號、胡蜂號及富蘭克林號等艦則分別撤返烏利西及美國修理；第二分隊要到4月才重返戰場。23日起，艦隊開始日復日空襲沖繩島，偶而亦空襲硫磺島，各分隊則輪流在海上補油。4月1日，美軍開始登陸沖繩島，艦隊繼續提供空中支援。5日企業號返回，並加入第四分隊；6日日軍派出355架自殺飛機及341架轟炸機，攻擊美軍登陸區的艦隻，並擊傷多艘；而美軍艦隊則勉強守住攻擊。當日艦隊估計己方擊落249架日機。晚上美軍潛艇發現大和號及其他軍艦離開豐後水道，密茲契召集所有航空母艦北進迎擊。

#### 坊之岬海戰
4月7日上午8時23分，艾塞克斯號的偵察機發現大和號。斯普魯恩斯曾打算命戰艦迎擊，但為免登陸部隊遇襲，將任務交給航空母艦。9時15分马克·米切尔先派16架戰機再作偵察，並命第一及第三分隊預備攻擊。此時第四分隊仍忙於掩護沖繩，要到45分才進入作戰距離。10時起各艦開始派飛機前往攻擊，並持續至下午2時。中午12時32分，班寧頓號的飛機率先攻擊大和號，並有兩枚炸彈擊中大和號的主桅。在前十枚命中大和號的魚雷中, 至少有一枚是從同屬第58特遣艦隊的大黃蜂號上TBF復仇者式轟炸機所投射的。稍後大和號接連中彈, 快速向左舷傾側，最終在2時23分爆炸沈沒；日軍亦損失了矢矧號、濱風號、磯風號、朝霜號及霞號，另外冬月號、涼月號、雪風號及初霜號亦受損。美軍整日亦受自殺飛機侵擾；漢考克號於中午被一枚炸彈及飛機擊中，引發大火，到下午才恢復飛行作業。

### 沖繩戰役

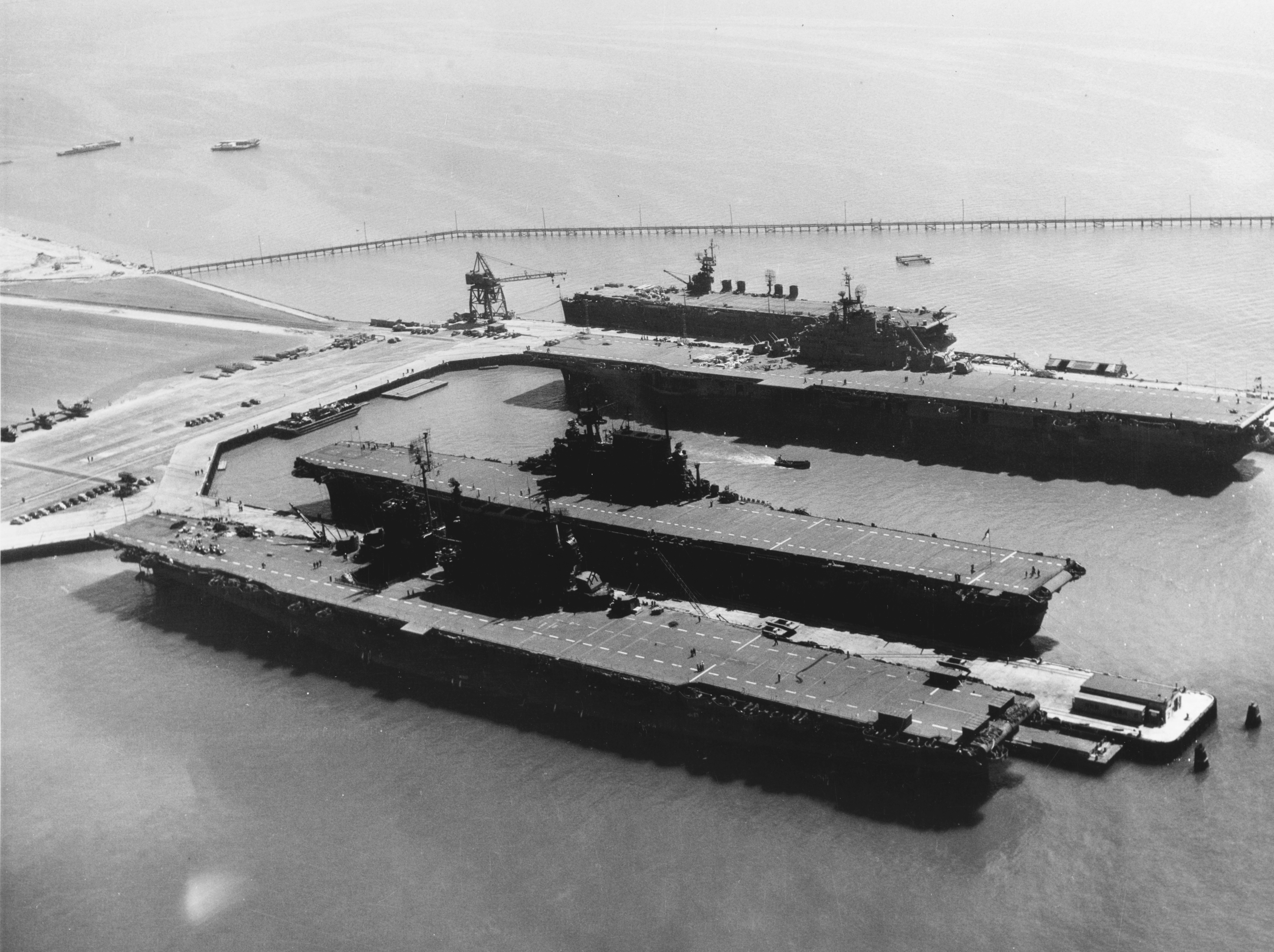
1945年9月，美國四個不同艦級的航空母艦，一同停泊在三藩市灣區的阿拉米達軍港。由下方數起為列星頓級的薩拉托加號、約克鎮級的企業號、艾塞克斯級的大黃蜂號、及獨立級的聖哈辛托號。相片拍攝時二戰已經結束，而四艦的命運亦各有不同。薩拉托加號在兩年後的十字路口行動核試沉沒；企業號在停放13年後拆解；大黃蜂號在改建後服役至1970年；聖哈辛托號則在1971年拆解。

4月8日艦隊返回南方，支援沖繩作戰。同日蘭道夫號與艦隊會合，戴維森重建第二分隊，並以企業號為旗艦，同行艦尚有獨立號；9日漢考克號及卡伯特號則撤返烏利西修理。由於日軍俘虜稱將在11日發動大規模自殺飛機攻擊，密茲契加緊戰機警備。11日日軍一如所料，在下午1時30分起大舉進攻；密蘇里號先於2時43分被一架自殺飛機擊中，受損不大；企業號於2時10分亦被自殺飛機擊中，爆炸起火，使甲板飛行作業停止48小時，再次撤返烏利西修理；艾塞克斯號在下午亦險被擊中。整日日軍共派出近185架自殺飛機。12日日軍集中空襲沖繩島的登陸艦隊，擊傷多艘美軍艦隻；同日富蘭克林·羅斯福去世。
美軍艦隊繼續支援沖繩美軍，並連日與日軍飛機空戰。4月15及16日，艦隊空襲了九州的機場，而日軍再派自殺飛機反擊；16日下午無畏號被自殺飛機擊中，艦體大火，於次日撤返烏利西修理；第二分隊於同日再次解散，蘭道夫號及獨立號則加入第三分隊。此後艦隊幾乎每日在沖繩外海與日軍自殺飛機交戰。24日香格里拉號加入第四分隊；而班寧頓號的第一分隊則於27日撤返烏利西休整，在30日抵達。
5月9日，大黃蜂號的第一分隊離開烏利西，前往會合艦隊，並在12日派飛行支援沖繩作戰。13日大黃蜂號等與艦隊會合，並與班寧頓號派出六波飛機，攻擊鹿屋市及熊本市等地的機場、發電廠及工廠。稍後大黃蜂號等回到南方，繼續支援沖繩作戰。14日企業號再被自殺飛機攻擊重創，於16日撤返美國修理，而密茲契則被迫再次更改艦隊旗艦，暫時設於蘭道夫號，最終於18日設於香格里拉號。22日，大黃蜂號與班寧頓號擊沉了一艘運輸艦，並擊傷兩艘驅潛艇。由於長期執勤，艦隊上下亟需休整，第三分隊於29日前往雷伊泰休整，於6月1日抵達；而海爾賽與麥凱恩於28日再次接替斯普魯恩斯及密茲契，分別指揮美軍艦隊及快速航空母艦，艦隊再次易名為第三艦隊。

### 颱風康妮、日本投降與魔毯行動

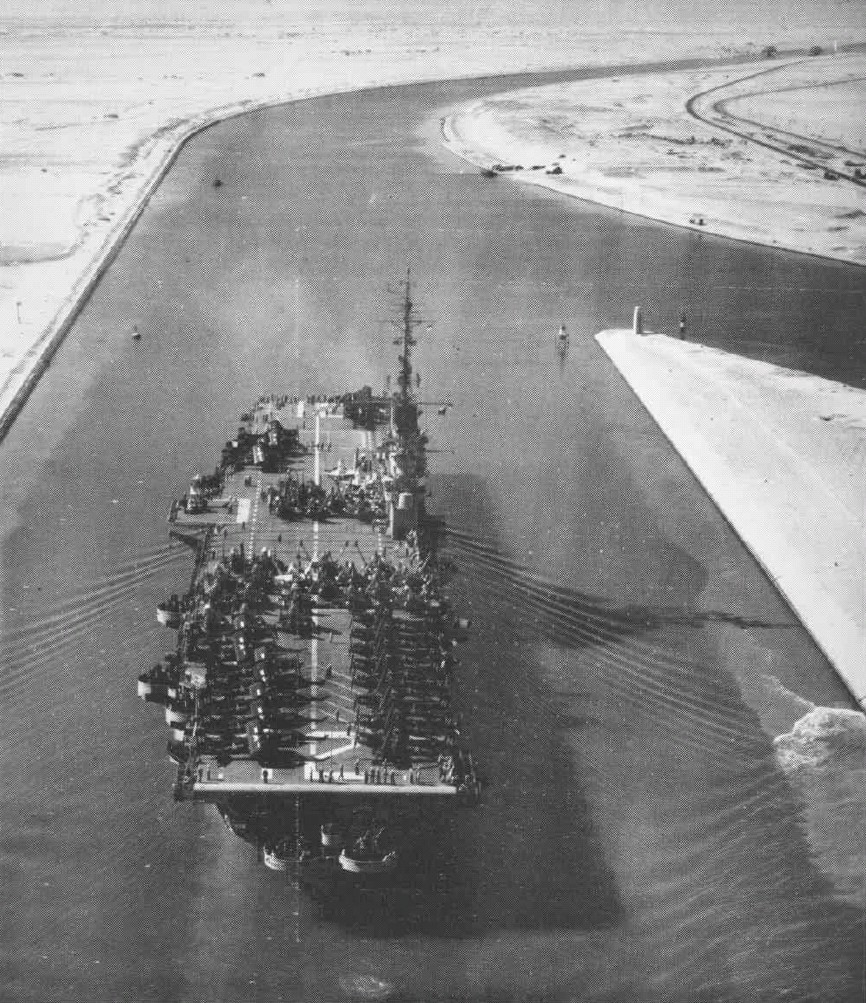
1954年，大黃蜂號橫越蘇伊士運河，前往加入太平洋艦隊。此時大黃蜂號已完成SCB-27A改建，並即將在西岸進行SCB-125改建。

6月2日及3日，大黃蜂號的第一分隊繼續支援沖繩作戰，而第四分隊則空襲了九州機場。此時颱風康妮（Typhoon Connie）正在關島以北，並向北移動，但關島天文台已連續數日未能追蹤其動向，故此艦隊只能推算風暴行蹤。4日早上，海爾賽命第一分隊延遲原定補油，向東加速航行，以迴避颱風。由於整日天氣明朗，海爾賽命第一分隊與恢復補油；而第四分隊則在晚上10時與油船會合。
6月5日凌晨，海爾賽終於得悉颱風確實位置，正穩定向東北移動；但海爾賽在1時30分命艦隊向西北加速前進，橫越颱風路徑，以趕往颱風西北面的安全半圓。2時30分，海面風浪加劇，麥凱恩在3時命艦隊轉為向北航行。由於第四分隊位處較北，再加上颱風直徑細小，故此不久便避過颱風。
但在第四分隊以南15哩的第一分隊，便遭颱風正面吹襲。2時40分，大黃蜂號的雷達偵察到颱風風眼；3時36分，分隊有驅逐艦開始無法保持航線，並有引擎失靈，克拉克被迫減慢分隊航速，直到4時19分才再次加速。此時颱風中心已迫近分隊；克拉克即時要求麥凱恩准許第一分隊自由運動，轉為向東南航行，但麥凱恩要到40分才批准第一分隊離隊。
清晨5時，大黃蜂號的氣壓計開始下降，而陣風則上升至每十分鐘90節。分隊在轉向東南期間，大黃蜂號及班寧頓號因巨浪已難以掌舵；而馬多克斯號更一度翻滾至60度，直到6時分隊才成功轉向。此時風速已上升至每十分鐘70節；而陣風更上升至每十分鐘100節。6時40分，匹茲堡號的艦艏斷裂。此時分隊已無法避開颱風，克拉克下令分隊各艦即時停止引擎，隨水漂流，以減輕艦體損傷。7時分隊通過風眼，在中午12時40分重開引擎，向南迴避。此時風速不斷下降，分隊最終在下午3時22分轉向北方，前往會合艦隊。
最終幾乎所有第一分隊艦隻均有受損。大黃蜂號及班寧頓號的前部甲板有25呎崩塌，並各有一個彈射器損毀；貝勞森林號的一段艦員通道被大浪捲走，且有多架飛機受損；聖哈辛托號的艦體則大量入水。
6月6日，兩支分隊再次會合，並繼續支援沖繩作戰。10日第一及第四分隊撤返雷伊泰維修休整，於13日抵達；而美軍於22日基本佔據了沖繩島。雖然大黃蜂號與班寧頓號受損相若，但班寧頓號仍繼續留在前線作戰，而大黃蜂號則預備返國維修。19日大黃蜂號離開雷伊泰，在29日途經珍珠港，於7月7日返抵三藩市，並在10日進入三藩市海軍船廠維修。8月15日日本投降時，大黃蜂號仍在船塢修理。
9月18日，大黃蜂號離開船廠，參與魔毯行動（Operation Magic Carpet），到太平洋接載美軍返國。23日大黃蜂號抵達珍珠港，在搭載乘客後，於30日返抵三藩市。10月2日大黃蜂號再次到珍珠港搭載乘客返國，然後到蒙特利參與海軍日活動。29日大黃蜂號第三次參與魔毯行動，前往珍珠港搭載乘客，在返國時遭遇風暴，艦體輕微受損。
11月16日，大黃蜂號第四次參與魔毯行動，前往關島搭載乘客，在12月14日返抵西雅圖。20日大黃蜂號最後一次參與魔毯行動，再次前往關島，於1946年1月28日返抵三藩市。2月大黃蜂號在海上稍作訓練後，於3月12日進入船廠，預備退役。

## 戰後改建與太平洋艦隊
1947年1月15日，大黃蜂號退役，開始在三藩市封存。此時海軍正打算為艾塞克斯級作現代化改建，但要到韓戰爆發後，才有充足經費。1951年3月20日，大黃蜂號短暫返回現役，由三藩市前往東岸的紐約布魯克林造船廠改建，在5月12日進入布魯克林造船廠，並在同日再次退役，開始進行SCB-27A改建。1952年4月26日，胡蜂號與霍布森號相撞，艦艏嚴重損毀。為使胡蜂號盡快恢復執勤，海軍將大黃蜂號的艦艏切割，重置到胡蜂號。10月1日，大黃蜂號改編為攻擊航母，舷號改為CVA-12。
1953年1月10日，大黃蜂號完成改建，並在9月11日再次服役。稍後大黃蜂號前往諾福克，然後加勒比海試航，並到訪太子港及特魯希略城（Ciudad Trujillo，今聖多明哥），於12月17日返抵新澤西州貝永。稍後大黃蜂號到諾福克作最後檢修。
1954年5月11日，大黃蜂號開始環球航行，預備加入太平洋艦隊。大黃蜂號先後途經里斯本及那不勒斯兩個地中海港口，於6月4日橫渡蘇伊士運河，然後再造訪可倫坡及新加坡，然後開始在南中國海執勤。7月23日，國泰航空一架客機被中共擊落。當時大黃蜂號正與菲律賓海號在西沙群島執勤，隨即趕往現場警備，並派飛機搜救。26日，菲律賓海號兩架A-1攻擊機被中共戰機攻擊，但被美軍擊落兩架拉-11，美軍沒有損失。29日大黃蜂號與菲律賓海號停止搜救，前往蘇比克灣休整，於兩日後抵達。稍後大黃蜂號繼續在西太平洋執勤，並曾與約克鎮號在海上演習。11月29日大黃蜂號前往阿拉米達，於12月12日抵達，並加入太平洋艦隊。
1955年5月4日，大黃蜂號再次前往西太平洋，並先後在越南外海、台灣海峽、沖繩及日本等地執勤訓練，最後在12月10日返抵聖地牙哥。1956年1月10日，大黃蜂號前往普吉灣海軍基地，並在28日於船塢開始作SCB-125改建，增設斜角飛行甲板及封閉艦艏。改建8月30日完成。
改建後大黃蜂號留在近岸執勤。1957年1月12日，大黃蜂號離開聖地牙哥，前往西太平洋，到日本海，中國東海及南海等地執勤，並先後到訪珍珠港、橫須賀及香港等地，在7月25日返抵聖地牙哥。

## 反潛航母
1958年1月8日，大黃蜂號再到西太平洋巡航。6月27日，大黃蜂號在航行途中重編為反潛航母，舷號改為CVS-12。7月2日大黃蜂號返抵聖地牙哥，在8月13日進入普吉灣船塢，開始進行相關改建。12月18日大黃蜂號改建完畢，將母港設於長灘。
1959年4月3日，大黃蜂號離開長灘，並接替返國的約克鎮號，到西太平洋巡航。大黃蜂號如常到日本海等地執勤，於10月10日返抵長灘。
1960年3月17日至12月28日，大黃蜂號再一次到西太平洋執勤。1961年2月到6月，大黃蜂號進入普吉灣船塢維修。
1962年6月6日，大黃蜂號再到西太平洋，並到台灣海峽戒備，於12月21日返抵長灘。
1963年10月9日，大黃蜂號前往西太平洋，並先後與其他第七艦隊軍艦在珍珠港、日本及台灣演習，在1964年4月15日返抵長灘。接著大黃蜂號進入三藩市船廠作現代化改建（Fleet Rehabilitation and Modernization, FRAM），以延長服役壽命。改建在1965年2月19日完成。

## 越戰及首次太空任務

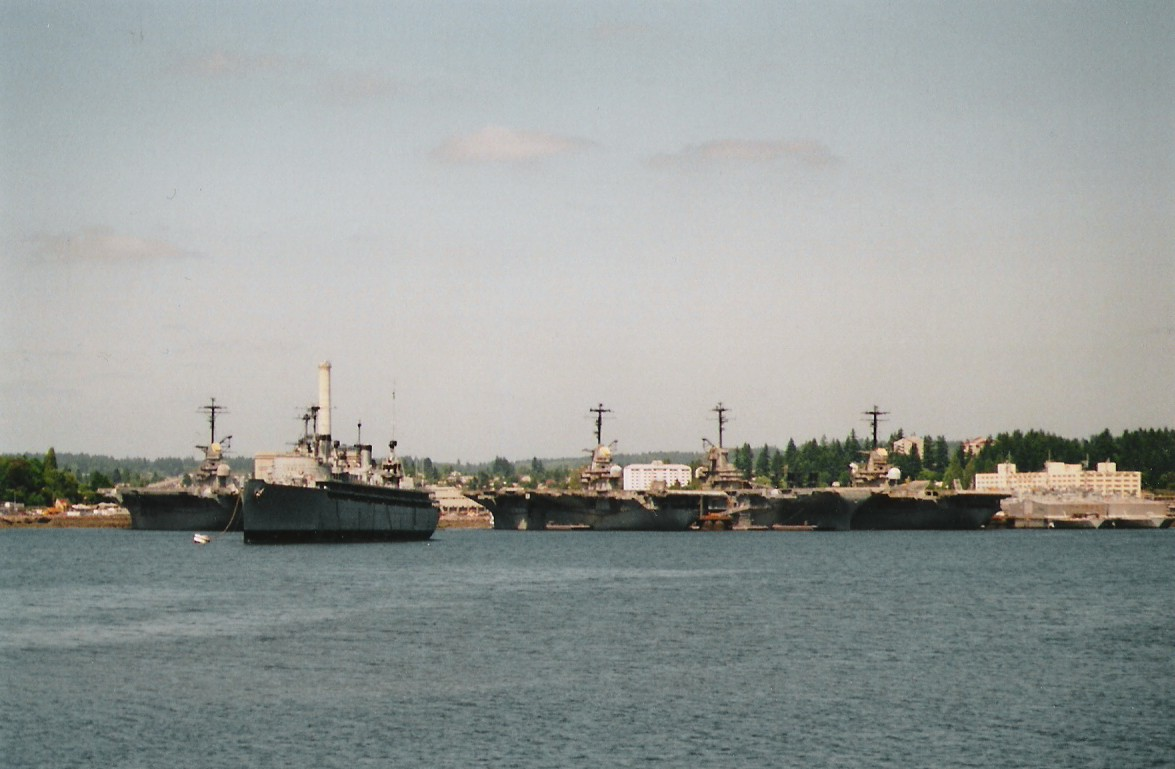
1989年，四艘艾塞克斯級航空母艦正在布雷默頓封存，前方則有一艘維修船停泊。由左至右分別為大黃蜂號、奧里斯卡尼號、好人理查號及班寧頓號。此時大黃蜂號正在進行出售拆解程序，但在民間組織努力下，最終在1998年改建為博物館；奧里斯卡尼號在2006年鑿沉為人工魚礁；好人理查號及班寧頓號則分別在1992年及1994年出售拆解。

1965年8月12日，大黃蜂號離開普吉灣，前往西太平洋，並首次參與越戰。19日大黃蜂號先到珍珠港訓練及休整，然後與中途島號到日本海執勤。10月11日大黃蜂號開始在越南外海執勤。由於大黃蜂號已改編為反潛航母，故此未有參與陸上攻擊，僅作反潛追蹤及直升機搜救。1966年1月，大黃蜂號離開越南，在海上追蹤蘇聯潛艇，然後前往南太平洋，於3月1日到訪悉尼。7日大黃蜂號啟程返國，於23日返抵長灘。
接著大黃蜂號在近岸執勤。7月23日，約瑟夫·史迪威之子小史迪威中將在加州外海墜機失蹤，大黃蜂號隨即前往外海搜救，但未有找到任何生還者。29日大黃蜂號返回長灘，並參與太陽神計畫，擔任AS-202（有稱為太陽神3號）的救援船。8月25日，太陽神3號發射升空，並在威克島外海降落；然而太空艙偏離預定落點370公里濺落，使大黃蜂號用上8小時30分鐘才抵達降落點，並打撈太空艙。9月2日大黃蜂號返抵長灘。
1967年3月27日，大黃蜂號再次前往越南參戰，在5月22日開始在越南外海的洋基站執勤。此時美國開始推行越南化政策，艦隊的出擊數大減，再加上大黃蜂號並非攻擊航母，故此飛機執勤次數一直偏低。雖然如此，大黃蜂號在是次巡航，仍有三架SH-3海王直昇機在搜救期間被北越擊落。7月10日，大黃蜂號曾與東南亞條約組織海軍演習，然後到香港休假。10月28日大黃蜂號返抵長灘，並在11月15日進入長灘船廠翻修。
1968年5月16日，大黃蜂號完成維修。9月30日，大黃蜂號前往西太平洋，最後一次參與越戰，並在10月26日於橫須賀接替返國的班寧頓號。接著大黃蜂號留在日本海執勤，到11月3日才轉到越南外海。稍後大黃蜂號到香港渡聖誕及新年假期，然後恢復日常執勤。4月15日，北韓擊落美軍一架EC-121偵察機，造成31名美軍死亡，朝鮮半島局勢又再緊張；美國隨即派艦隊到北韓海面示威。大黃蜂號與提康德羅加號、遊騎兵號及企業號進入黃海警戒。29日大黃蜂號由奇爾沙治號接替，在5月12日返抵長灘。

## 後續太空任務

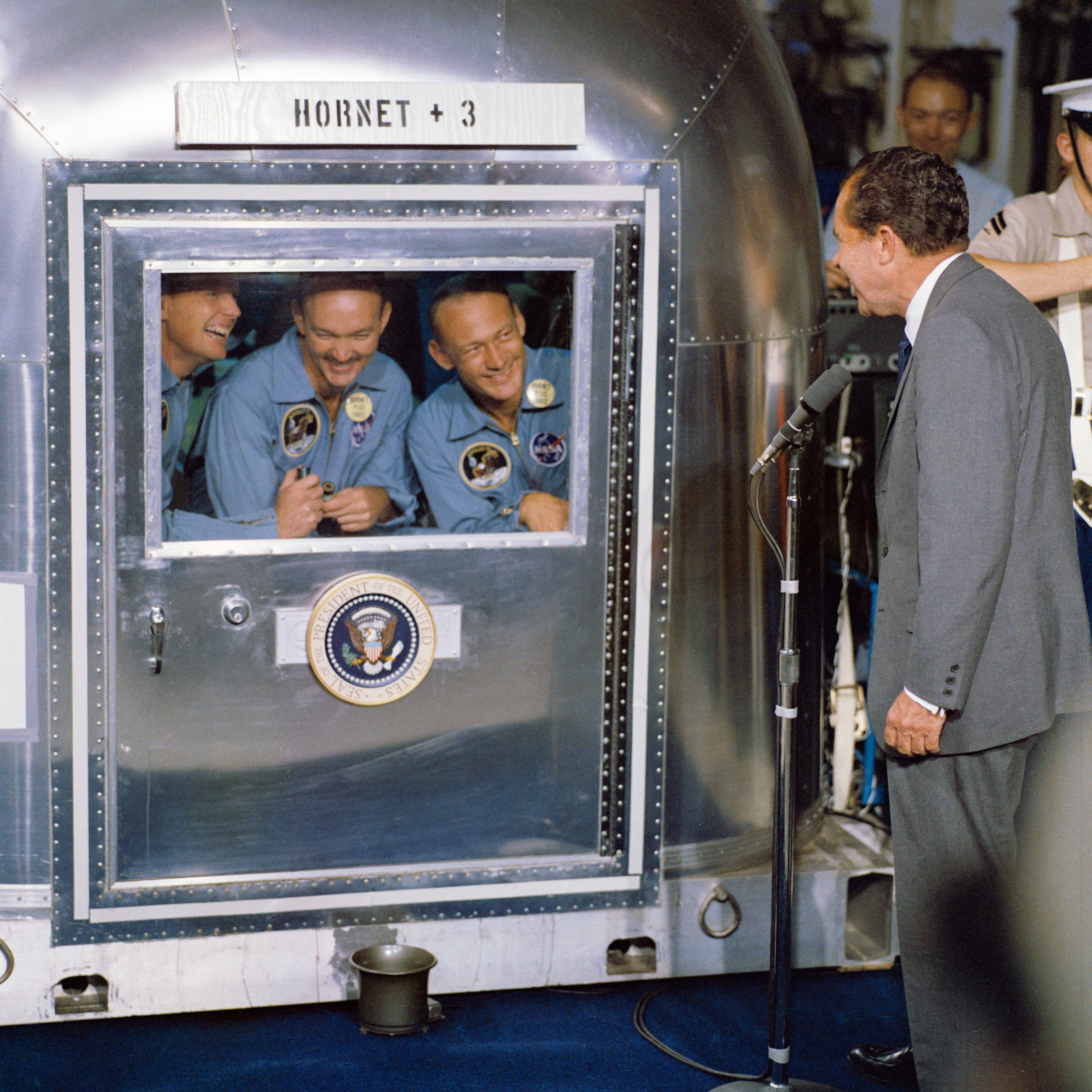
1969年4月24日，阿波羅11號返回地球。太空艙及首批登月的太空人在稍後由大黃蜂號救起，並在艦上由尼克遜總統親自迎接。太空總署為免太空人遭到月球的不明病菌感染，故此在返回後仍要在艙內隔離一段時間。

返國後大黃蜂號隨即在近岸加緊演習，為阿波羅11號返回地球作準備。7月12日，大黃蜂號離開珍珠港，前往太平洋準備。20日尼爾·阿姆斯壯成為首位登陸月球的人類，登月計畫成功。24日太空艙返回地球，太空人在一小時後由大黃蜂號的直升機救起，並在艦上由尼克遜總統迎接。26日大黃蜂號途經珍珠港，在8月1日返抵長灘。
9月3日起，大黃蜂號在近岸作反潛演練，直到10月2日。27日大黃蜂號再次前往太平洋，擔任阿波羅12號的救援船。11月14日太陽神12號升空，並在24日返回地球；太空人在稍後由大黃蜂號救起。28日大黃蜂號在珍珠港卸載太空艙，於12月4日返抵長灘。
1970年1月至2月，大黃蜂號在近岸演練，並考核海軍飛行員。3月30日大黃蜂號前往普吉灣，預備退役。

## 退役、榮譽與博物館艦
1970年6月30日，大黃蜂號退役，開始在後備艦隊封存；到1988年，海軍決定將大黃蜂號出售拆解。此時民間開始有聲音要求保留大黃蜂號；艦上老兵更於1989年成立了大黃蜂號歷史博物館組織（USS Hornet Historical Museum Association），並在艦上舉辦多場活動，以向海軍施壓。1989年7月25日，大黃蜂號除籍。雖然大黃蜂號在1991年12月4日獲評為美國國家歷史地標，但海軍仍在1993年1月26日將之公開拍賣，並在4月以二十萬（200,000）美金出售給船廠拆解。
稍後大黃蜂號被拖行到阿拉米達，更一度準備拆解；但在民間壓力下，海軍在1995年12月收回大黃蜂號，重新開始拍賣程序。由於民間組織成功籌得足夠款項，海軍在1997年終於准許其要求，並在1998年5月26日將大黃蜂號交予民間組織管理。同年8月27日，大黃蜂號博物館對外開放。
大黃蜂號在二戰獲頒美國總統部隊嘉許勳表及七顆戰鬥之星，並在戰後三次獲頒海軍部隊嘉許獎，在越戰獲得六枚戰鬥之星。全部榮譽見下表：
|             | Bronze star · Bronze star |                                         |
|             |                           | Silver star · Bronze star · Bronze star |
|             |                           | Bronze star                             |
| Bronze star | Silver star · Bronze star |                                         |
|             |                           |                                         |

| 美國總統部隊嘉許勳表       | 海軍部隊嘉許獎： 三次                       |                               |
| 中國服役獎章： （延長）    | 美國戰役獎章                                | 太平洋戰爭獎章： 七枚戰鬥之星 |
| 第二次世界大戰勝利獎章     | 海軍佔領服役獎章： （「亞洲（Asia）」橫扣） | 國防部服役獎章： 兩枚         |
| 武裝部隊遠征獎章： 兩枚    | 越南服役獎章： 六枚戰鬥之星                 | 菲律賓總統部隊嘉許勳表        |
| 棕櫚葉越南英勇十字部隊嘉許 | 菲律賓解放獎章                              | 越南共和國戰役獎章            |